# José Ramón Gutiérrez Alliende
José Ramón Gutiérrez Alliende (Valparaíso, 26 de agosto de 1889 - Santiago, 25 de diciembre de 1980) fue un abogado, diplomático y político conservador chileno. Se desempeñó como ministro de Relaciones Exteriores y Comercio de su país, durante el segundo gobierno del presidente liberal Arturo Alessandri entre 1937 y 1938.

## Familia y estudios
Nació en la ciudad chilena de Valparaíso el 26 de agosto de 1889, hijo del exparlamentario y exministro José Ramón Gutiérrez Martínez y Carolina Alliende Martínez. Entre sus hermanos se destaca Luis, quien fuera diputado y ministro de Estado.
Realizó sus estudios primarios y secundarios en el Colegio de los Sagrados Corazones, y luego cursó los superiores en la Pontificia Universidad Católica (PUC); juró como abogado el 4 de septiembre de 1912, con la tesis se titulada: El recurso de casación. Fue comisionado por el gobierno de Chile para estudiar en Francia e Italia el sistema de arbitrios y recursos para costear los servicios judiciales y notariales.
Ejerció su profesión, y fue relator de la Corte de Apelaciones de Santiago, desde el 6 de octubre de 1920; y secretario del Tribunal de Honor en 1925. Por otra parte, se desempeñó como director de la Compañía Salitrera "El Peñón", en 1923; consejero de la Caja de Crédito Hipotecario y de la Caja de Crédito Popular; asesor jurídico de la Asociación de Fabricantes de Paños de Lana; director y como vicepresidente de la Compañía de Seguros "La Previsión".
Se casó con Rebeca Olivos Prado, con quien tuvo cinco hijos.

## Carrera política
Militante del Partido Conservador, en las elecciones parlamentarias de 1925, fue elegido como diputado por la Undécima Circunscripción Departamental (correspondiente a los departamentos de Curicó, Santa Cruz y Vichuquén), por el período 1926-1930. Durante su gestión integró la Comisión Permanente de Legislación y Justicia y la de Hacienda.
Tras dejar la Cámara de Diputados, se integró como secretario de Comisiones del Senado. Fue también, consejero del Colegio de Abogados.
El 24 de marzo de 1937, fue nombrado como ministro de Relaciones Exteriores y Comercio, por el presidente Arturo Alessandri, ejerciendo el cargo hasta el 20 de julio del mismo año. Más tarde, tras ser subrogado en el cargo, retomó la misma función, desde el 1 de agosto de 1937 hasta el 18 de enero de 1938. Asimismo, fue subrogado nuevamente, reasumiendo entre el 3 de febrero y el 18 de mayo de 1938; y por último entre el 3 de junio y el 24 de diciembre de 1938, fecha en la que finalizó el gobierno de Alessandri. Durante su segunda administración como canciller, representó a Chile en la 7.ª Conferencia Panamericana en Montevideo, Uruguay, realizada en 1938. En ese mismo año, visitó Brasil.
Posteriormente continuó ejerciendo cargos diplomáticos, por ejemplo, asistiendo como delegado chileno a la 9.ª Conferencia Panamericana, celebrada en Bogotá, Colombia en 1948; y, presidiendo la comitiva chilena a la XIV Asamblea de las Naciones Unidas (ONU) en 1959.
Falleció en Santiago de Chile el 25 de diciembre de 1980, a los 91 años.